# Ola Aina
Temitayo Olufisayo Olaoluwa Aina (Londres, Inglaterra, Reino Unido, 8 de octubre de 1996), conocido como Ola Aina, es un futbolista inglés nacionalizado nigeriano. Juega de defensa y su equipo es el Nottingham Forest F. C. de la Premier League de Inglaterra.
Es internacional absoluto con la selección de fútbol de Nigeria desde 2017.

## Trayectoria

### Chelsea

#### Inicios
Ola Aina fichó por las inferiores del Chelsea en 2007 y jugó en el club desde la categoría sub-11. Debutó con el primer equipo en un amistoso de pretemporada el 19 de julio de 2014 contra el AFC Wimbledon, cuando entró en el segundo tiempo por Branislav Ivanovic en la victoria 3-2 del Chelsea.
Renovó su contrato con el Chelsea el 6 de julio de 2016 por cuatro años, terminando con los rumores que el jugador dejaría el club de Londres. Debutó oficialmente en el primer equipo el 23 de agosto de 2016, bajó la dirección de Antonio Conte, en la victoria 3-2 al Bristol Rovers en la EFL Cup, entrando en el minuto 77 en reemplazo de John Terry. Debutó en la Premier League el 15 de octubre de 2016 en la victoria 3-0 sobre el Leicester City, como sustituto de Victor Moses en el minuto 82.

#### Préstamo al Hull City
El 11 de julio de 2017, el Chelsea anunció el préstamo de Aina al Hull City de la Championship. Debutó en el primer encuentro de la temporada el 5 de agosto, en el empate 1-1 frente al Aston Villa. Anotó el que sería su único gol en su paso por los Tigres, el 6 de enero de 2018 al Blackburn Rovers en la FA Cup, donde su equipo ganó por 1-0.

#### Préstamo al Torino
Se fue a préstamo al Torino italiano por toda la temporada el 14 de agosto de 2018, luego de que el jugador renovara su contrato con el Chelsea por tres años. Debutó unos días después, en la derrota de local 0-1 ante la Roma en la primera fecha de la Serie A, cuando entró en los últimos 25 minutos por el lesionado Lorenzo De Silvestri. El 1 de marzo de 2019 el Torino oficializó el fichaje permanente del defensor por £8.7 millones, quien sería parte del plantel a todos los efectos al término de la temporada.
El 11 de septiembre de 2020 se hizo oficial su vuelta al fútbol inglés tras ser cedido una temporada al Fulham F. C.

## Selección nacional

### Categorías menores de Inglaterra
Aina ha representado a Inglaterra en las categorías sub-16, sub-17, sub-18, sub-19 y sub-20.

### Nigeria

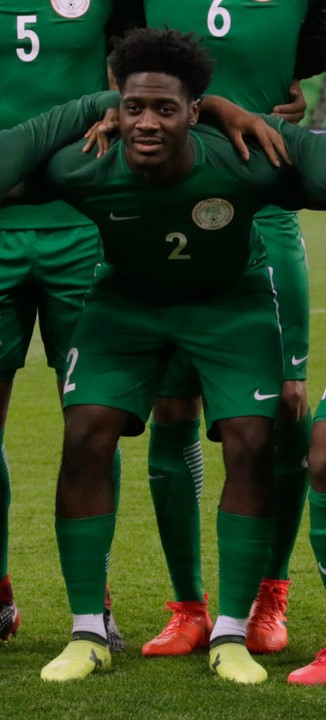
Aina con la selección de Nigeria.

En mayo de 2017, Aina declaró su intención de representar a Nigeria a nivel internacional y comenzó su proceso para obtener el pasaporte necesario. Fue llamado ese mismo mes para jugar con la selección nigeriana.
Fue parte del equipo preliminar de Nigeria para la Copa Mundial de 2018, sin embargo no fue parte del plantel final.

## Estadísticas

### Clubes
Actualizado al último partido disputado el 25 de mayo de 2025.
| Club | Div.          | Temporada     | Liga  | Liga  | Copas nacionales(1) | Copas nacionales(1) | Copas internacionales(2) | Copas internacionales(2) | Total | Total |
| Club | Div.          | Temporada     | Part. | Goles | Part.               | Goles               | Part.                    | Goles                    | Part. | Goles |
| --- | ------------- | ------------- | ----- | ----- | ------------------- | ------------------- | ------------------------ | ------------------------ | ----- | ----- |
| Chelsea F. C. Inglaterra | 1.ª           | 2015-16       | 0     | 0     | 0                   | 0                   | 0                        | 0                        | 0     | 0     |
| Chelsea F. C. Inglaterra | 1.ª           | 2016-17       | 3     | 0     | 3                   | 0                   | —                        | —                        | 6     | 0     |
| Chelsea F. C. Inglaterra | Total club    | Total club    | 3     | 0     | 3                   | 0                   | 0                        | 0                        | 6     | 0     |
| Hull City A. F. C. Inglaterra | 2.ª           | 2017-18       | 44    | 0     | 2                   | 1                   | —                        | —                        | 46    | 1     |
| Hull City A. F. C. Inglaterra | Total club    | Total club    | 44    | 0     | 2                   | 1                   | 0                        | 0                        | 46    | 1     |
| Torino F. C. · Italia | 1.ª           | 2018-19       | 30    | 1     | 2                   | 0                   | —                        | —                        | 32    | 1     |
| Torino F. C. · Italia | 1.ª           | 2019-20       | 32    | 0     | 2                   | 0                   | 3                        | 0                        | 37    | 0     |
| Fulham F. C. Inglaterra | 1.ª           | 2020-21       | 31    | 2     | 2                   | 0                   | —                        | —                        | 33    | 2     |
| Fulham F. C. Inglaterra | Total club    | Total club    | 31    | 2     | 2                   | 0                   | 0                        | 0                        | 33    | 2     |
| Torino F. C. · Italia | 1.ª           | 2021-22       | 21    | 0     | 2                   | 0                   | —                        | —                        | 23    | 0     |
| Torino F. C. · Italia | 1.ª           | 2022-23       | 19    | 1     | 2                   | 0                   | —                        | —                        | 21    | 1     |
| Torino F. C. · Italia | Total club    | Total club    | 102   | 2     | 8                   | 0                   | 3                        | 0                        | 113   | 2     |
| Nottingham Forest F. C. Inglaterra | 1.ª           | 2023-24       | 22    | 1     | 0                   | 0                   | —                        | —                        | 22    | 1     |
| Nottingham Forest F. C. Inglaterra | 1.ª           | 2024-25       | 35    | 2     | 2                   | 0                   | —                        | —                        | 37    | 2     |
| Nottingham Forest F. C. Inglaterra | Total club    | Total club    | 57    | 3     | 2                   | 0                   | 0                        | 0                        | 59    | 3     |
| Total carrera | Total carrera | Total carrera | 237   | 7     | 17                  | 1                   | 3                        | 0                        | 257   | 8     |
| (1) Incluye datos de FA Cup (2016-17, 2017-18), Copa de la Liga (2016-17) y Copa de Italia (2018-19). (2) Incluye datos de Liga Europa de la UEFA (2019-20) |               |               |       |       |                     |                     |                          |                          |       |       |

### Selección nacional
| Selección         | Temporada        | Encuentros | Encuentros |
| Selección         | Temporada        | Part.      | Goles      |
| ----------------- | ---------------- | ---------- | ---------- |
| Sub-16 Inglaterra | 2011-2012        | 6          | 0          |
| Sub-16 Inglaterra | Total            | 6          | 0          |
| Sub-17 Inglaterra | 2012-2013        | 11         | 0          |
| Sub-17 Inglaterra | Total            | 11         | 0          |
| Sub-18 Inglaterra | 2013             | 1          | 0          |
| Sub-18 Inglaterra | Total            | 1          | 0          |
| Sub-19 Inglaterra | 2013-2015        | 13         | 0          |
| Sub-19 Inglaterra | Total            | 13         | 0          |
| Sub-20 Inglaterra | 2015-2016        | 6          | 0          |
| Sub-20 Inglaterra | Total            | 6          | 0          |
| Adulta Nigeria    | 2017-            | 33         | 0          |
| Adulta Nigeria    | Total            | 33         | 0          |
| Total Inglaterra  | Total Inglaterra | 37         | 0          |
| Total Nigeria     | Total Nigeria    | 33         | 0          |

## Palmarés

### Títulos nacionales
| Título                          | Club          | País       | Año     |
| ------------------------------- | ------------- | ---------- | ------- |
| Professional Development League | Chelsea F. C. | Inglaterra | 2013-14 |
| Copa FA Juvenil                 | Chelsea F. C. | Inglaterra | 2013-14 |
| Copa FA Juvenil                 | Chelsea F. C. | Inglaterra | 2014-15 |

### Títulos internacionales
| Título                  | Club          | Continente | Año     |
| ----------------------- | ------------- | ---------- | ------- |
| Liga Juvenil de la UEFA | Chelsea F. C. | Europa     | 2014-15 |
| Liga Juvenil de la UEFA | Chelsea F. C. | Europa     | 2015-16 |